# Legoland Windsor
A Legoland Windsor Resort (röviden Legoland Windsor) egy London közelében, Windsor dél-nyugati részén található vidám-, élmény- és pihenőpark, amelynek központi témája a LEGO építőkockák építményei és játékai, de azon túlmenően egyéb szórakozási lehetőségeket is biztosít, elsősorban a 2-12 éves korú gyerekekkel rendelkező családok részére.
Az 1996. március 16-én megnyitott Legoland Windsor üzemeltetője a Merlin Entertainments Group, a világ második legnagyobb látogatóközpont-üzemeltetője. A vidámpark a Winkfield Road, Windsor, Berkshire SL4 4AY. alatt található.
A területen több 80 millió LEGO elemből álló miniatűr építmények, 55 szórakozási lehetőség és 3 szálloda található.
A világ Legoland parkjai közül a Dániában Billundban található első, 1968-ban megnyitott Legoland után Angliában, Windsorban volt a második ilyen élménypark. Ezt követően 1999-ben nyitották meg harmadikként a Legoland California Resortot, majd a 2000-es évektől a világ különböző pontjain több Legoland park is épült. 
Európa vidámparkjai közül (beleértve az élmény- és témaparkokat) 2023-ban 2,4 millió látogatója által a 10. legnépszerűbb élménypark volt, ezzel a számmal megelőzte a billundi és a günzburgi Legoland parkokat. 

## Története
A  Legoland jelenlegi helyén 1969 és 1992 között a Windsor Safari Park állt, amely az Afrikában őshonos állatokat mutatta be, egy szafari attrakció volt a St Leonards Hill-i kastély egykori területén. A park fő attrakciója a Seaworld (delfinárium komplexum) volt. Az 1970-es és 1980-as években a forgalom jelentősen nőtt, de a tulajdonosok 1988-ban eladták a Themes Internationalnak. Az új tulajdonosok éttermeket, és új attrakciókat terveztek, nagy összegeket fektettek be az üzletbe, de a 90-es évek elejei recesszió hatásaként pénzügyi nehézségekbe ütköztek. A Themes International és a Windsor Safari Park 1992. januárjában 40 millió font adóssággal csődeljárás alá került és nem sokkal később bezárt.
A Lego csoport 1987-ben kezdte el a Legoland Billund után egy második Legoland park helyszínének felkutatását, amelynek során több mint 1000 helyszínt vizsgáltak meg. 1992 januárjában, amikor a Windsor Safari Park csődeljárás alá került, kiválasztották az ideális helyszínt, majd megkezdődött a tervezés, a modellek készítése és építése, miközben az összes szafari állatnak új otthont biztosítottak. 1994-ben megkezdődött az alapozás és az infrastruktúra kiépítése, illetve 1995-ben a Big Ben és a többi felismerhető tereptárgy felállítása a Minilandben. Ekkorra az épületek és a látnivalók már kezdtek kialakulni, és szeptemberben megkezdődött a belépőjegyek előfoglalása. A végleges berendezések 1996 elejére elkészültek. Ezt kövezően a Legoland Windsor 1996. március 17-én nyitotta meg kapuit, és az első szezonban több mint 1,4 millió vendéget vonzott. A Legoland Windsor teljesen átalakult az elődjéhez képest. A parkolókat a terület felső részére költöztették, ahová egy hosszú, kanyargós bejárati úton keresztül lehetett bejutni. Ezen a ponton egy nagy, Lego-ból készült betűkkel írták ki, hogy „üdvözöljük”. A park bejárata a park legmagasabb pontján található, így a vendégek számára hihetetlen kilátás nyílt a parkra és azon túlra, és különösen a távolban lévő Windsor kastélyra. Az egyetlen attrakció, amely megmaradt, az a siklóvasút volt, amelyet felújítottak és átneveztek Hill Train-re. A 2000-es években a Lego csoport veszteségei miatt a Legoland parkokat 2005-ben eladásra kínálták. A parkokat a Blackstone csoport vásárolta meg, azok irányítása pedig a Merlin Entertainments-hez került, a Lego anyacég pedig kisebb részesedést tartott meg.  A Legoland Windsor az évek során folyamatosan bővült, új elemekkel, mint a Raft Racers, a Laser Raiders és az Atlantis Submarine Voyage, valamint olyan, az eredeti Billund parkban található attrakciókkal, mint a The Dragon, a Wave Surfers és a már nem létező Jungle Coaster.
Az üzemeltető célja, hogy a vendégek több napot töltsenek el, ezért szállodákat építettek a területen. Az első szálloda 2012-es elkészültével a parkot átnevezték Legoland Windsor Resort-ra, ami azt hangsúlyozta, hogy a park onnantól rövidebb pihenésre is alkalmas célpont. A 2010-es évektől, az új játékcsaládok megjelenésével számos eredeti attrakciót újítottak meg. 

## A park látványosságai, szórakoztatási lehetőségek

### A Miniland
A Miniland kockából épített tereptárgyak hatalmas metropolisza. A LEGO elemekből felépített épületek, lenyűgöző modelljei az eredetieknek közel 40 millió LEGO téglából. Megtalálhatóak köztük a londoni nevezetességek, köztük a Big Ben, a London Eye és a Buckingham-palota is. Anglián kívül a világ minden tájáról hoztak példákat, így például kicsiben felépítették a Kennedy Űrközpontot, a Times Square terét, a Tádsz Mahalt és a Sydney Operaházat is.
A Miniland az egyik legnépszerűbb látnivaló, egy szabadtéri kiállítás, amelyet folyamatosan bővítnek. A Minilandben megtalálhatóak a hajókkal teli vízi utak és mozgó járművek, továbbá működő vasúthálózatot is megépítettek, amely lenyűgöző nyolc országot ábrázol, és 42 millió kockát tartalmaz.
39,000 LEGO kockából magát a Windsori kastélyt mását is felépítették.
A Miniland további londoni épületeket valósította meg lego elemekből, amelynek elkészítése 10 800 órát vett igénybe és szakértő modellezők által készült el. Több mint kétmillió LEGO téglát használtak fel az ikonikus építmények, köztük a városháza, a 122 Leadenhall Street alatti (The Cheese Grater) és a 30 St Mary Axe alatt található (The Gherkin) épületek miniatúr megépítéséhez. Összesen újabb hét épületet készítettek el, köztük a One Canada Square-t, amely 5,5 méteres magasságával a The Cheese Grater mellett a legmagasabb modell. Ha az oldalára fektetnék, fele olyan hosszú lenne, mint egy londoni busz. Emellett 25 animált lakóhajó- és csónakmodell, valamint 174 jármű, például buszok, taxik és vonatok is láthatók a Miniland-ben, azzal a céllal, hogy életre keltsék a város nyüzsgését.
Érdekességek a Miniland-del kapcsolatban:
- A LEGO kockákból megépített Big Ben modell volt az első épület a Minilandben.
- A londoni Trafalgar Square (tér) galambjai a legkisebb modellek, mindössze 5 LEGO kockából állnak.
- A Windsori kastély LEGO elemekből történt kicsinyített másának megépítés 39,960 farab elemből áll és 8 építőnek 592 órába telt megépítenie. A valódi kastély egyébként a park elejéről látható.

A Miniland részeként a "The Brick" (A tégla) elnevezésű rész lehetőséget nyújt a családoknak, hogy megépítsék remekműveiket, erre 100 000 LEGO tégla (lego elem) áll rendelkezésre.
- London
- Leuven tanácsháza
- Párizs
- Amszterdam
- Sydney-i Operaház

### A park egyéb látványosságai
A vidámparkban jellemző témák szerint kategórizálták be a park területi részeire vonatkozóan az egyes szórakozási attrakciókat és lehetőségeket, amelyek a következő elnevezéssel bírnak: The Beginning (a kezdet), LEGO city, DUPLO Valley (DUPLO völgy), Kingdom of the Pharaohs (Fáraók birodalma), Knight’s Kingdom (Lovagok királysága), Bricktopia (Kockatopia), LEGO Mythica (Lego Mítoszok), Pirate shores (Kalózok partjai), LEGO Ninjago World, Heartlake
A parkban témákhoz kapcsolódóan többek között megtalálható kisvasút (LEGOLAND Express, DUPLO Dino Coaster, DUPLO Express), siklóvasút (The Hill Train), vízi csatornán való csónakázási lehetőség (Coastguard HQ), csónakkal történő vízi zuhanás, rafting (Pirate Falls: Treasure Quest), hullámvasút (Minifigure Speedway, Dragon's Apprentice, The Dragon), körhinták (Merlin's Challenge, Balloon School, Desert Chase, Thunder Blazer), egy kisebb méretű óriáskerék (Aero Nomad), magasba himbálózó hajó (Jolly Rocker, Destiny's Bounty), centrifugálisan forgó kör alakú kabinok (Spinning Spider), DUPLO játszóváros (DUPLO Playtown), vizes játszótér (Drench Towers, Splash Safari), játszóvár kötélpályákkal, hálókkal és csúszdákkal (Castaway Camp), akvárium (LEGO City Deep Sea Adventure), kísértetház (The Haunted House Monster Party), LEGO meseerdő (Fairy Tale Brook, The Magical Forest), interaktív 4D attrakció, PlayStation játékok.
A LEGO City Driving School részeként a gyerekek egy közlekedésbiztonsági videó megtekintése után egy elektromos autó volánja mögé ülhetnek, és végigjárhatják a LEGO város útjait, ahol közlekedési lámpákkal, körforgalmakkal, LEGO rendőrökkel és még egy sebességmérővel is találkozhatnak. A LEGO Studios 4D Cinema (4D mozi) általában 10-15 perces filmeket vetít, amely a 3D-s látványt olyan fizikai effektusokkal kombinálja, mint a mozgás, a szél, a víz és az illatok, így a filmet életre keltő, magával ragadó élményt nyújt. A LEGOLAND Oktatási Akadémia (The LEGOLAND Learning Academy) a park nemzeti tantervhez kapcsolódó oktatási műhelyeinek otthona. Az 5-13 éves gyerekek a különböző iskolai műhelyekben ismerkedhetnek a LEGO téglákkal. 14 különböző gyakorlatias és érdekes workshopot kínálnak a kulcsfontosságú tantervi tantárgyak, köztük az angol, az informatika és a STEM témakörökben. Csak az iskolai kirándulók számára érhető el, és a workshopokat előre kell foglalni.
- Aero Nomad
- Balloon School
- Desert Chase
- Destiny’s Bounty
- Dragon's Apprentice
- Drench Towers
- Duplo Playtown
- Hill Train
- Kalóz vízesés kincskeresés

## Szállodák
A LEGOLAND parkhoz tartozóak szállodák is rendelkezésre állnak azok részére, akik több napot kívánnak a területen eltölteni. 
- LEGOLAND Castle Hotel
- LEGOLAND Resort Hotel
- LEGOLAND Woodland Village[7]

A LEGOLAND Resort Hotelben a szobák berendezése illeszkedik a LEGO témákhoz, így vannak például kalózos szobák, vagy LEGO Friends stílusú szobák.

## A park üzemeltetése
A LEGOLAND minden évben március közepétől november elejéig tart nyitva.  Májusban, szeptemberben és októberben a legtöbb kedden és szerdán zárva tart. Ebben az időszakban a park változó nyitvatartási rendszerrel működik, amely nagyjából követi az Egyesült Királyságban az iskolai szüneteket. A park 10 órakor nyit ki és általában 17:00 órakor zár. A nyári szünetben (július végétől szeptember elejéig) a park este 19:00 óráig tart nyitva. . A húsvéti ünnepek alatt megrendezett After-Dark rendezvény idején a park 21:00 órakor zár. Ezek az időpontok minden évben változhatnak. Az éves rendezvények közé tartozik az After Dark, a LEGOLAND Live, a LEGOLAND Windsor tűzijáték és az Amazing Machines.
A karácsonyi ünnepi időszakra tekintettel a parkot megszokták nyitni. Karácsonykor a hely varázslatos téli csodavilággá változik, és a gyerekek találkozhatnak a Mikulással, aki különleges szánján körbeutazza a parkot. A különleges karácsonyi rendezvény általában két hétig tart decemberben. A LEGO Fesztivál pedig hat hétvégén át tart májusban és júniusban.
A 0,9 méter alatti gyermekek részére, életkortól függetlenül ingyenesen a belépés belépőt vásárló felnőtt kíséretében.